# Lijst van natuurgebieden
De lijst van natuurgebieden is een verzameling van lijsten van natuurgebieden. Natuurgebieden zijn op verschillende manieren in te delen: per type (natuurgebied - nationaal park), per beherende instantie, per regio (land - provincie - deelstaat). 

## Internationaal
- Ecozones
- Ecoregio's, een overzicht van 867 gebieden, samengesteld door het Wereld Natuur Fonds
- Global 200, een subset van de ecoregio's
- Lijst van parken en reservaten, ingedeeld per continent en per land
- Lijst van nationale parken, ingedeeld per continent en per land

## België
- Lijst van natuurgebieden in België
- Lijst van bosreservaten in Vlaanderen
- Nationale parken in België
- Habitatrichtlijngebied
- Vogelrichtlijngebied

## Nederland
- Lijst van nationale parken in Nederland
- Lijst van Natura 2000-gebieden in Nederland
- Lijst van Habitatrichtlijngebieden in Nederland
- Lijst van Vogelrichtlijngebieden in Nederland
- Lijst van bosreservaten in Nederland
- Lijst van gebieden van Staatsbosbeheer
- Lijst van gebieden van Natuurmonumenten
- Lijst van gebieden van Het Groninger Landschap
- Lijst van gebieden van Landschap Overijssel
- Lijst van gebieden van Utrechts Landschap
- Lijst van gebieden van It Fryske Gea
- Lijst van natuurgebieden in de Peel
- Lijst van landgoederen op de Utrechtse Heuvelrug
- Lijst van landschappen van Land van Ons

## Verenigde Staten
- Lijst van gebieden in het National Park System van de Verenigde Staten